# Nature Chemical Biology
Nature Chemical Biology (nach ISO 4 abgekürzt Nat. Chem. Biol.) ist eine monatlich erscheinende Fachzeitschrift, die von der Nature-Verlagsgruppe herausgegeben wird. Die Erstausgabe erschien im Juni 2005. Die Zeitschrift veröffentlicht Artikel zu aktuellen Themen aus den Bereichen der chemischen Biologie. Hierbei werden Ansätze der Chemie, Biologie und ähnlicher Fachgebiete kombiniert, um biologische Systeme mit molekularer Präzision zu verstehen und zu untersuchen.
Der Impact Factor des Journals lag im Jahr 2018 bei 12,154. Nach der Statistik des ISI Web of Knowledge wurde das Journal 2014 in der Kategorie Biochemie und Molekularbiologie an achter Stelle von 289 Zeitschriften geführt.
Chefredakteur ist Terry L. Sheppard, der hauptberuflich für die Zeitschrift arbeitet.